# Bruno Fischer (Bildhauer)
 Bruno Hermann Fischer  (* 30. April 1860 in Dresden; † 24. März 1932 ebenda) war ein deutscher Bildhauer.

## Leben
Bruno Fischer war Sohn des Dresdner Lithografen, Malers und Zeichners Ernst Fischer, dessen Vater wiederum ein Porzellanmaler war. Ernst Fischer studierte von 1866 bis 1869 an der Kunstakademie Dresden und war von 1873 bis 1880 im Atelier von Ludwig Richter tätig.

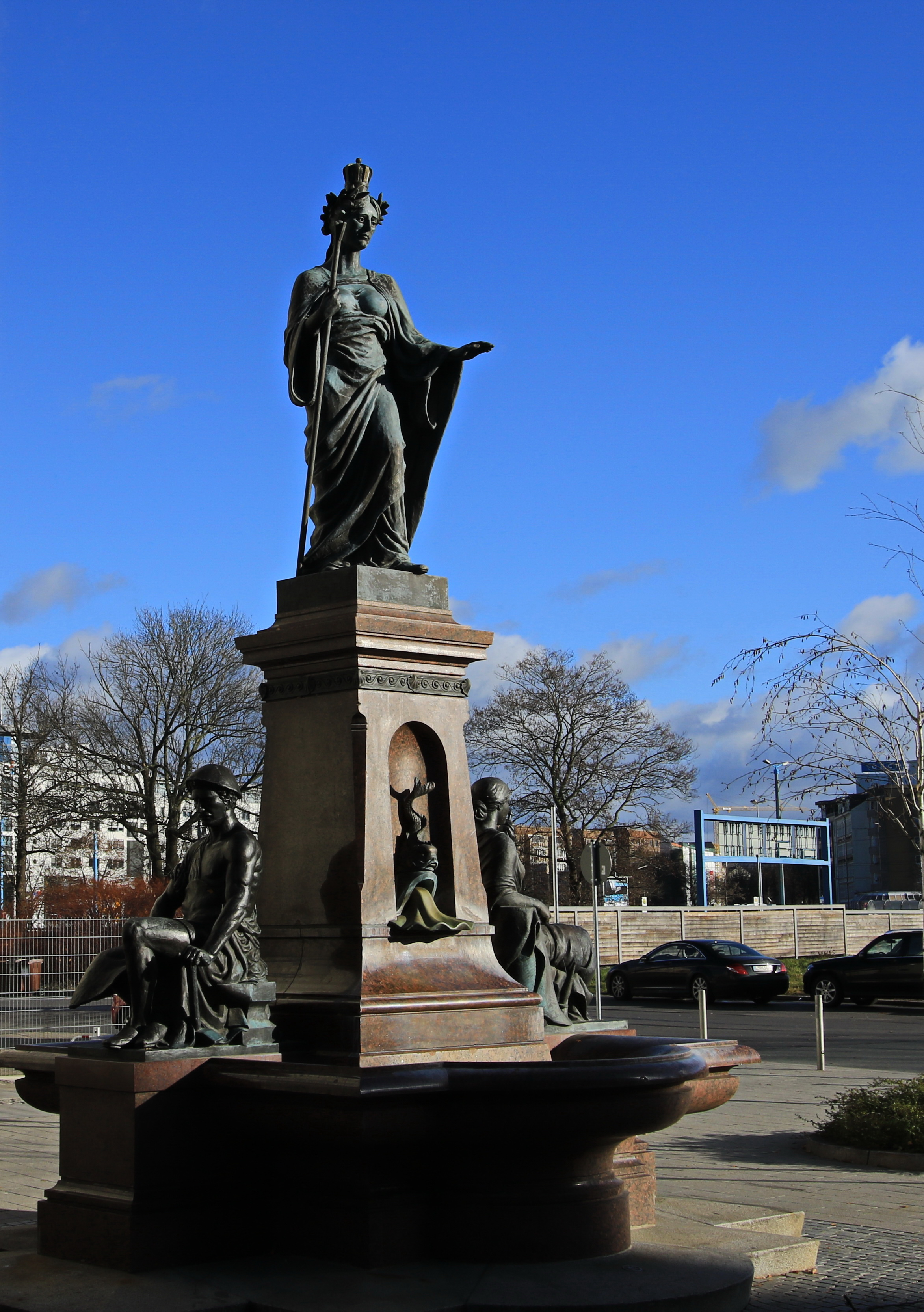
Saxoniabrunnen,
Erstweihe 9. Juli 1893,
wieder aufgebaut 2. Juli 2011

Seine ersten künstlerischen Ausbildungen bekam Bruno Fischer an den Kunstgewerbeschulen Dresden und Coburg. Von 1880 bis 1881 studierte er an der Stuttgarter Kunstakademie und war Meisterschüler bei Adolf Donndorf. In der Zeit von 1881 bis 1890 studierte er an der Dresdner Kunstakademie bei Johannes Schilling und war auch hier Meisterschüler. Bruno Fischer erhielt 1889 für seine Gipsplastik „Adam und Eva“ ein zweijähriges Reisestipendium. Von 1894 bis 1896 hielt er sich in Italien auf, besonders Florenz und Rom hatten es ihm angetan. Er erhielt 1913 von der Dresdner Kunstakademie den Professorentitel und war auch einige Zeit dort tätig.
Er wohnte in der Villa Elbblick (Körnerweg 16) und zuletzt in der Behrischstraße 13 in Dresden-Striesen. Sein Atelier befand sich in der Tolkewitzer Straße 8 bis 10 und wurde 1945 durch die Bombenangriffe zerstört.

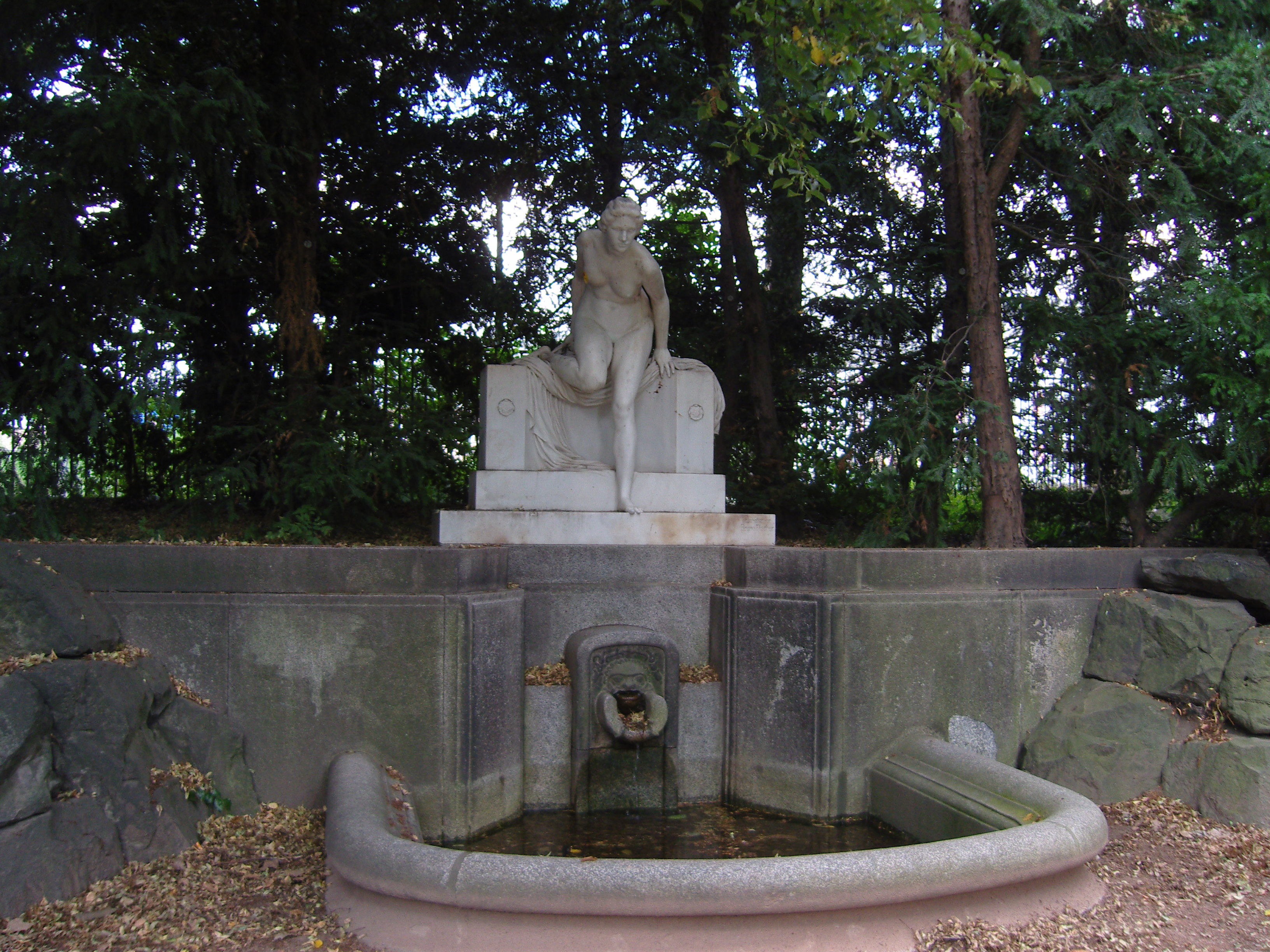
Brunnen in der Dresdner Bürgerwiese, dargestellt eine Badende aus Marmor, Brunnen erschaffen 1908, Figur von Bruno Fischer, Becken von Wilhelm Kreis

## Werke, Auswahl
- 1893: Saxoniabrunnen in Chemnitz, Westseite des Roßmarktes, symbolisiert mit den Figuren Maschinenbau und Textilindustrie den Gewerbefleiß der Bürger dieser Stadt, 1942 eingeschmolzen, 2013 wiederhergestellt
- 1896: Gerechtigkeitsbrunnen auf dem Holbeinplatz in Dresden, 1945 zerstört
- 1902: Bauplastik aus Sandstein an den Landwirtschaftlichen Kreditverein, Prager Straße 43 in Dresden, 1945 zerstört
- 1902: Bronzeporträtrelief des Komponisten Johann Gottlieb Naumann am Rathaus Blasewitz, 1945 zerstört
- 1906: Hochrelief Saxonia vor dem liegenden Löwen sitzend aus Sandstein am Ständehaus, Giebel Augustusstraße in Dresden
- 1905: Standbild von König Albert, Marktbrunnen in Pirna, seit 1945 nicht mehr vorhanden
- 1906: Kruzifix am Altar mit zwei knienden Kinderfiguren aus Sandstein, Ehrlichsche Gestiftskirche Dresden, 1945 zerstört
- 1908: Figurengruppe Wissenschaft und Mechanische Industrie, Beleuchtungsindustrie auf den Dachbalustraden am Neuen Rathaus und Gewandhausstraße, Dresden, 1945 zerstört
- 1908: Nymphenbrunnen „Die Badende“, Bürgerwiese, Dresden
- 1910–12: Figuren auf dem Rathausturm in Dresden. Die überlebensgroßen Sandsteinfiguren symbolisieren die 16 Tugenden. Von Bruno Fischer: Aufopferung, Stärke, Wahrheit und Gerechtigkeit und Peter Pöppelmann, August Schreitmüller und Arthur Selbmann: Güte, Weisheit, Beharrlichkeit, Mut, Treue, Glaube, Frömmigkeit, Barmherzigkeit, Hoffnung, Liebe, Klugheit, Wachsamkeit.